# Herrera Oria
Herrera Oria – stacja metra w Madrycie, na linii 9. Znajduje się w dzielnicy Fuencarral-El Pardo, w Madrycie i zlokalizowana jest przed stacją Barrio del Pilar. Została otwarta 3 czerwca 1983 i do otwarcia stacji Mirasierra w 2011 roku pozostawała końcową stacją linii.